# Woiwodschaft Warschau (1975–1998)

Woiwodschaft Warschau zwischen 1975 und 1998

Die Woiwodschaft Warschau war eine Verwaltungseinheit in Polen, die von 1975 bis 1998 bestand. Sie hatte rund 2.500.000 Einwohner und eine Fläche von 3800 km².
Zu verschiedenen Zeiten bestand zuvor bereits eine Woiwodschaft Warschau: im Jahr 1793, von 1919 bis 1939 sowie von 1945 bis 1975. 
Die Woiwodschaft ging 1999 in der Woiwodschaft Masowien auf.

## Städte
Städte in der Woiwodschaft Warschau
| - Warschau - Błonie - Brwinów - Góra Kalwaria - Grodzisk Mazowiecki - Józefów - Karczew | - Kobyłka - Konstancin-Jeziorna - Legionowo - Marki - Milanówek - Nowy Dwór Mazowiecki - Otwock | - Ożarów Mazowiecki - Piaseczno - Piastów - Podkowa Leśna - Pruszków - Radzymin - Serock | - Sulejówek - Ursus - Wesoła - Wołomin - Zakroczym - Ząbki - Zielonka |

## Gemeinden
Gminas (Gemeinden) in der Woiwodschaft Warschau.
| - Celestynów - Czosnów - Grodzisk Mazowiecki - Halinów - Jabłonna - Kampinos - Karczew - Konstancin-Jeziorna | - Leoncin - Leszno - Lesznowola - Łomianki - Michałowice - Nadarzyn - Nieporęt | - Pomiechówek - Prażmów - Raszyn - Skrzeszew - Stare Babice - Tarczyn - Tułowice |